# Geografía de Bermudas

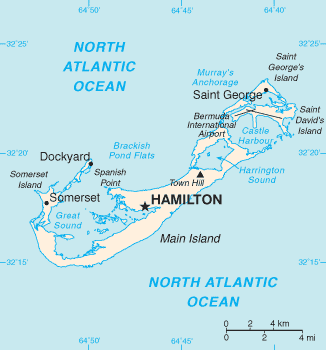
Mapa de las islas Bermudas.

Bermudas, ubicada en el oriente de América del Norte, es un archipiélago en el océano Atlántico, al este de Carolina del Norte (Estados Unidos). Su ubicación corresponde aproximadamente a las antípodas de Perth, en Australia.
El archipiélago está conformado por unas 360 islas de coral, con un clima muy lluvioso, pero sin ríos ni lagos de agua dulce. El único suministro de agua es el de la propia lluvia, que se recoge por distintos medios, como, por ejemplo, en los techos de las casas.
Coordenadas geográficas: 32° 20′ N, 64° 45′ O

## Valores
Área
- Total: 58,8 km²
- Tierra: 58,8 km²
- Agua: 0 km²

Área - comparativa
Aproximadamente 0,3 veces el tamaño de Washington D. C.
Línea costera
103 km
Derechos marítimos
- Zona exclusiva de pesca: 200 mn
- Mar territorial: 12 nm

Clima
Subtropical; húmedo; fuertes vientos frecuentes en invierno
Terreno
Montañas bajas separadas por depresiones fértiles
Alturas extremas
- Punto más bajo: Costa, 0 m
- Punto más alto: Town Hill, 76 m

Recursos naturales
Clima placentero que atrae el turismo
Uso de la tierra
- Terrenos arables: 6%
- Otros: 94% (55% desarrollado, 39% rural/espacios abiertos) (est. de 1997)

Peligros naturales
Huracanes (entre junio y noviembre)
Aspectos ambientales
Depósitos de Asbesto; polución del agua; preservación de espacios abiertos